# Закон сукупної дії факторів
Зако́н суку́пної ді́ї фа́кторів, закон фізіологічних взаємодій, закон, який полягає в тому, що величина урожаю (φ) залежить не тільки від будь-якого одного (хоча б навіть лімітуючого) фактора, але і від всієї сукупності діючих факторів одночасно, тобто
φ = φ(x1, x2, x3, …, xn).
Встановлений агрохіміком та фізіологом рослин О. Мітчерліхом (1909) і названий ним «законом ефективності факторів».
У 1918 р. перейменований Б. Бауле в «закон сукупної дії». Тому інколи його називають законом Мітчерліха — Бауле. Експериментально встановлено, що в природі один екологічний фактор може впливати на інший, тому успіх виду в довкіллі залежить від взаємодії факторів. Наприклад, підвищена температура сприяє прискоренню випаровування вологи, зниження освітленості зумовлює зниження потреби рослин у вмісті цинку в ґрунті, тварини важче переносять високі температури при значній вологості. Саме тому при з'ясуванні істинної реакції організмів (популяцій) на вплив довкілля обов'язково треба враховувати цей закон. Може розглядатися як поправка до Закону мінімуму Лібіха.
Запропонована Мітчерліхом математична формула цього закону була першим математичним виразом явища взаємодії екологічних факторів. Ця праця стала стимулом до вивчення багатофакторних залежностей.